# Meroles reticulatus
Meroles reticulatus är en ödleart som beskrevs av  Bocage 1867. Meroles reticulatus ingår i släktet Meroles och familjen lacertider. Inga underarter finns listade i Catalogue of Life.